# 糟谷啓介
糟谷 啓介（かすや けいすけ）は、日本の言語学者。一橋大学名誉教授。田中克彦門下。指導学生に鳥羽美鈴など。

## 学歴
- 1978年3月　一橋大学社会学部卒業
- 1981年3月　一橋大学大学院社会学研究科修士課程修了
- 1987年3月　一橋大学大学院社会学研究科博士後期課程単位取得退学、田中克彦ゼミ出身[1]

## 職歴
- 1987年4月 - 1989年3月　福島大学教育学部専任講師
- 1989年4月 - 1991年9月　福島大学教育学部助教授
- 1991年10月 - 1996年4月　一橋大学社会学部助教授
- 1996年5月 - 1998年6月　一橋大学大学院言語社会研究科助教授
- 1998年7月 - 　 一橋大学大学院言語社会研究科教授
- 2006年4月 - 2010年3月　一橋大学教育研究評議員
- 2010年5月 - 2014年5月　一橋大学大学院言語社会研究科長
- 2019年　一橋大学大学院言語社会研究科特任教授[3]、一橋大学名誉教授[4]

## 学位
- 1981年3月　社会学修士 （一橋大学大学院社会学研究科）

### 共編著
- 『言語・国家、そして権力――ライブラリ相関社会科学４』 （共編著）、新世社、1997年
- 『言語帝国主義とは何か』 （共著）、藤原書店、2000年9月

### 翻訳
- B・シュリーベン＝ランゲ『社会言語学の方法』(共訳)、三元社、1990年
- W・J・オング『声の文化と文字の文化』(共訳)、藤原書店、1991年
- R・ショダンソン『クレオール語』(共訳)、白水社（文庫クセジュ）、2000年
- クロード・アジェージュ『絶滅していく言語を救うために――ことばの死とその再生』、白水社、2004年
- ベネディクト・アンダーソン『比較の亡霊――ナショナリズム・東南アジア・世界』(共訳)、作品社、2005年